# ハラルド・ヘルフゴット
ハラルド・ヘルフゴット（Harald Andrés Helfgott、1977年11月25日 - ）は、ペルーのリマ出身の数学者。主な研究分野は数論。

## 人物
ヘルゴットは彼の出身地であるリマで早い段階から数学のコミュニティで活躍していた。彼は1998年、ブランダイス大学を卒業し、2003年プリンストン大学でHenryk Iwaniecの下で博士号を取った。
1997年から科学的好奇心からエスペラントを学び始めており、2017年に世界エスペラント協会から名誉委員会のメンバーに指名された。指名の際のコメントで「ほとんどの人が短期間で比較的簡単に習得できる言語がエスペラントであり、今日でも、別のエスペランティストに会うと、大きな喜びを感じます。これは、私の職業生活の中で思いがけない場所や瞬間に起こることです。」の述べている。

## 業績
2013年、250年以上証明されていなかった「弱いゴールドバッハ予想」を証明したという論文を発表し、現在広く受け入れられている。
2017年、László Babaiが2015年に発表したグラフ同型問題の証明に軽微な誤りを指摘した。László Babaiはその後、誤りを修正した。

## 弱いゴールドバッハ予想
2013年に弱いゴールドバッハの予想を証明したという論文を発表した。この証明は 2015 年にプリンストンのAnnals of Mathematics Studies (書籍シリーズ) に受理されるも、まだ完全に公開されていないが、2024年現在は証明したことが認められた。ヘルフゴットは自身のサイトでも章ごとの公開を始めている。

## 論文
- Major arcs for Goldbach's problem
- “Zentralblatt MATH”. 2016年7月14日閲覧。
- “ArXiv”. 2016年7月14日閲覧。